# Barry Sparks
Barry Sparks   (Lucasville, 20 de juny de 1968), és l'actual baixista del grup nord-americà de Hard Rock Dokken, liderada pel vocalista Don Dokken. Va ser el substitut de Jeff Pilson (ex - Dio) en aquest grup. Ha estat amb Dokken en els discs Long Way Home (2002), Then And Now (2002), Japan Live '95 (2003), Hell To Pay (2004) i From Conception (2007) entre d'ltres.
Amb el seu grup actualment es troba treballant en noves cançons que es convertiran en el seu desè disc en estudi, que possiblement s'anomenarà "Lighting Strikes Again".

## Història
Barry Sparks va començar a fer-se un nom com a baixista de l'antic artista de gravació de MCA Guy Mann-Dude amb qui va fer una gira i va gravar el llançament de "Mannic Distortion" de 1991. Això va fer que Sparks aconseguís el concert de baix amb el virtuós de la guitarra sueca Yngwie Malmsteen a temps per a la gira The Seventh Sign el 1994, seguit d'un període de 4 anys amb la llegenda de la guitarra alemanya Michael Schenker, començant amb l'àlbum Written in the Sand.
El 1997, el bateria de Sparks i Michael Schenker Group, Shane Gaalaas, es van unir amb el guitarrista Jeff Kollman per formar el trio de fusió totalment instrumental Cosmosquad amb qui Sparks va gravar 3 àlbums abans de sortir. El trio també va donar suport al vocalista John West en el seu llançament de segon any de 1998, Permanent Mark. El 1998, Sparks es va convertir en un músic de gira amb la cantant pop Billie Myers de la fama de "Kiss the Rain", fent aparicions a estacions de televisió i ràdio i tocant a tot el món, incloent Good Morning America, Top of the Pops a Anglaterra. També van donar suport a gires amb Bob Dylan a Europa, Savage Garden i molts altres.
A finals de la dècada de 1990, Sparks també va participar en àlbums de l'antic vocalista de Loudness Michael Vescera i després del guitarrista d'Helloween Roland Grapow, va fer una gira amb el futur company de banda d'OVNI Vinnie Moore i va gravar i girar amb la llegenda de la guitarra de l'ex Scorpions Uli Jon Roth.
El 2001, Sparks va llançar el seu àlbum debut en solitari basat en guitarra acústica, Glimmer of Hope, amb el seu propi segell Moonbeam Music. Un segon àlbum, Can't Look Back, amb aparicions especials com a convidats de Billy Gibbons de ZZ Top (a "Breathe") i Ted Nugent (a "Liberty"), va seguir el 2004. Sparks va començar a treballar amb Nugent a "Beer Drinkers & Hell Raisers" gira d'estiu als Estats Units del 2003.
El 2001, Sparks es va convertir en el baixista de Dokken, una afiliació que va durar fins al 2010 i va produir 4 àlbums d'estudi. Durant aquest temps, el bateria de Sparks i Dokken, Mick Brown, també van tocar amb Ted Nugent, documentat al llançament en directe del 2008 Sweden Rocks.
El 2004, Sparks va ser cridat per gravar temes de baix per a l'àlbum Unbreakable de Scorpions. Aquell mateix any, Sparks va substituir un dels seus herois de baix de tots els temps, Pete Way of UFO, a la gira "You Are Here U.S." Va fer la darrera gira amb el grup el 2011.
Després de fer una gira prèvia amb la banda el 2003 pel seu àlbum Big Machine, Sparks va ser reclutat de nou per les superestrelles japoneses B'z per a la seva gira "Glory Days" del 2008, tornant a formar equip amb el seu antic soci de ritme Yngwie Malmsteen, MSG i Cosmosquad, el bateria Shane. Gaalaas. Va romandre com a membre de gira fins al 2019 durant el qual també va gravar molts àlbums i senzills amb la banda.
El 2013, Sparks es va tornar a connectar amb el seu antic company de banda Yngwie Malmsteen, el vocalista Mike Vescera, a Riot On Mars. El projecte va llançar el seu àlbum de debut, First Wave, a Zain Records al Japó el 2015. Entre els músics convidats de l'àlbum hi ha els bateria BJ Zampa i Shane Gaalaas, així com el vocalista Dan McCafferty de la fama de Natzaret que contribueix amb la veu en una versió del clàssic de Natzaret. "Dia dels captaires".

## Discografia seleccionada
| Sol - Glimmer of Hope (2001) - Can't Look Back (2004) Amb Riot On Mars - First Wave (2015) Amb B'z - B'z Live-Gym Pleasure 2008: Glory Days (Live DVD) (2009) - Magic (2009) - B'z Live-Gym 2010 Ain't No Magic (Live DVD) (2010) - C'mon (2011) - B'z Live-Gym 2011 C'mon (Live DVD) (2012) - B'z "Into Free" (2012) - B'z Live Gym 2008 "Action" (Live DVD) (2013) - B'z "The Best 1988-1998" (Bonus tracks)(2013) - B'z "The Best 1999-2012" (2013) - Epic Day (2015) - Dinosaur (2017) Amb Ted Nugent - Love Grenade (2007) - Sweden Rocks (2008) Amb Scorpions - Unbreakable (on tracks 2 & 4) (2004) Amb Dokken - Long Way Home (2002) - Hell To Pay (2004) - Lightning Strikes Again (2008) - Greatest Hits (2010) Amb Tony MacAlpine - Chromaticity (2001) - Collection: The Shrapnel Years (2006) Amb Uli Jon Roth - Transcendental Sky Guitar (2000) - Legends of Rock: Live at Castle Donington (2002) | Amb Vinnie Moore - Live! (1999) - Collection: The Shrapnel Years (2006) Amb Roland Grapow - Kaleidoscope (1999) Amb MVP (Mike Vescera Project) - Windows (1997) Amb John West - Mind Journey (1997) - Permanent Mark (1998) Amb Cosmosquad - Cosmosquad (1997) - Squadrophenia (2001) - Live at the Baked Potato (2002) - Best of Cosmosquad (2003) Amb Miloš Dodo Doležal - Dodo hraje Hendrixe (1997) Amb Michael Schenker Group - Written in the Sand (1996) - The Michael Schenker Story Live (1997) - The Unforgiven World Tour (2000) - Live in Tokyo 1997 (2000) - Dreams and Expressions" (2000) - Universal" (2022) Amb Yngwie Malmsteen - I Can't Wait (1994) - Magnum Opus (1995) Amb Guy Mann-Dude - Mannic Distortion (1991) |